# BBÖ 729
Die BBÖ 729 war eine österreichische Schnellzug-Tenderlokomotivreihe.

## Geschichte
Nach dem Ersten Weltkrieg wollte die BBÖ beim Verkehr in das grenznahe Ausland die Gebühren für das Wenden der Lokomotiven auf ausländischen Drehscheiben sparen und setzte daher für Schnellzüge Tenderlokomotiven ein. Allerdings war die Reihe 629 für diese Einsätze zu schwach und ihre Vorräte waren zu gering, so dass sie teuer im Ausland ergänzt werden mussten.
Um Abhilfe zu schaffen, konstruierte der Leiter der BBÖ-Konstruktionsabteilung, Alexander Lehner, gemeinsam mit der Lokomotivfabrik Floridsdorf eine entsprechende 2’C2’-Tenderlokomotive Reihe 729, bei der der Kessel von der Reihe 109 der Südbahn (BBÖ 209) sowie Drehgestell, Räder, Antriebs- und Steuerungsgestänge von der Reihe 629 stammten. Die Maschinen hatten Lentz-Ventilsteuerung und Heinl-Mischvorwärmer.
1931 wurden sechs, 1932 vier weitere geliefert. 1936 wurden sechs Exemplare mit Nicholson-Wasserkammern nachbestellt, deren geänderte Dimensionen der Tabelle zu entnehmen sind. Die BBÖ setzte die Lokomotiven nicht nur auf den ursprünglich vorgesehenen Grenzstrecken ein, sie bespannten auch leichte Schnellzüge auf der über 300 km langen Westbahn zwischen Salzburg bzw. Linz und Wien, so etwa den Orient-Express, den Arlberg-Orient-Express und den Ostende-Wien-Express. Eine zehn Stück umfassende neuerliche Nachbestellung wurde bereits an die Deutsche Reichsbahn geliefert, welche die Maschinen als Baureihe 78.6 einreihte.
Die Reihe überlebte den Zweiten Weltkrieg ohne Verluste und wurde von der ÖBB als Reihe 78 bezeichnet. Mit Giesl-Ejektor des  österreichischer Lokomotivkonstrukteur Prof. Dr. Adolph Giesl-Gieslingen in Zusammenarbeit mit den Schoeller-Bleckmann-Werken und Siederohrdrosselung ausgestattet, waren sie bis 1973 im Einsatz.

## Erhaltene Exemplare
Die 78.606 steht im Eigentum des Österreichischen Eisenbahnmuseums. Nach mehreren Jahren als Denkmal in Amstetten wurde sie im Sommer 2012 ins Eisenbahnmuseum Strasshof überstellt.
78.618 wurde 1976 durch die Österreichische Gesellschaft für Eisenbahngeschichte (ÖGEG) als ihre erste Normalspurdampflokomotive erworben und in den Jahren bis 1986 durch Vereinsmitglieder ehrenamtlich betriebsfähig aufgearbeitet. Nach einer neuerlichen Hauptuntersuchung im Jahr 2008 stand sie betriebsfähig im Lokpark Ampflwang zur Verfügung. Seit einem gravierenden Triebwerkschaden im März 2019 kann sie dort als teilzerlegtes Exponat besichtigt werden. Eine erneute Inbetriebnahme ist vorerst nicht absehbar. Als Ersatzteilspender wurde auch die 78.625 miterworben, diese Maschine ist jedoch nur mehr in Fragmenten erhalten.